# シルミウム

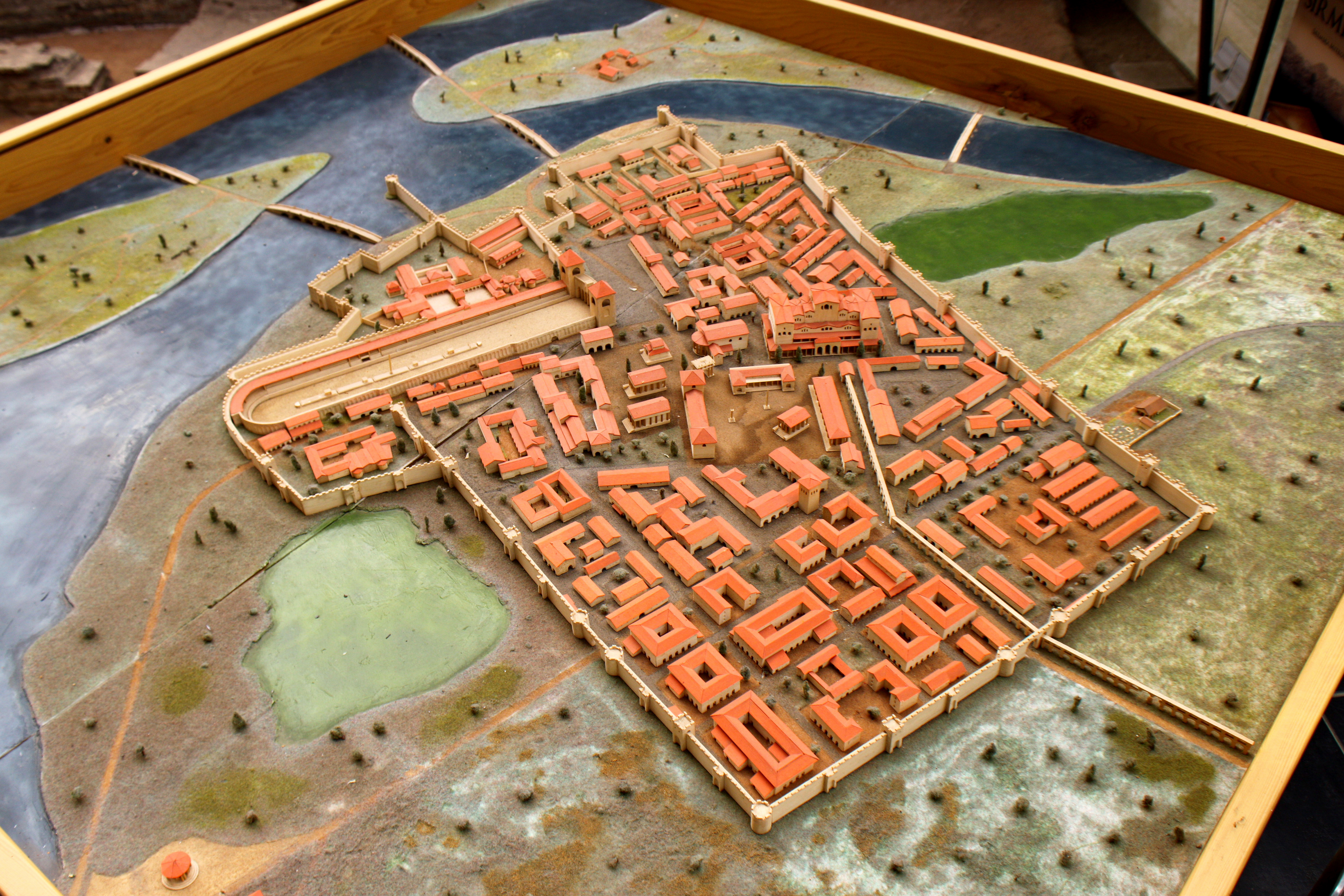
スレムスカ・ミトロヴィツァ市ビジターズセンターにあるローマ時代のシルミウム模型

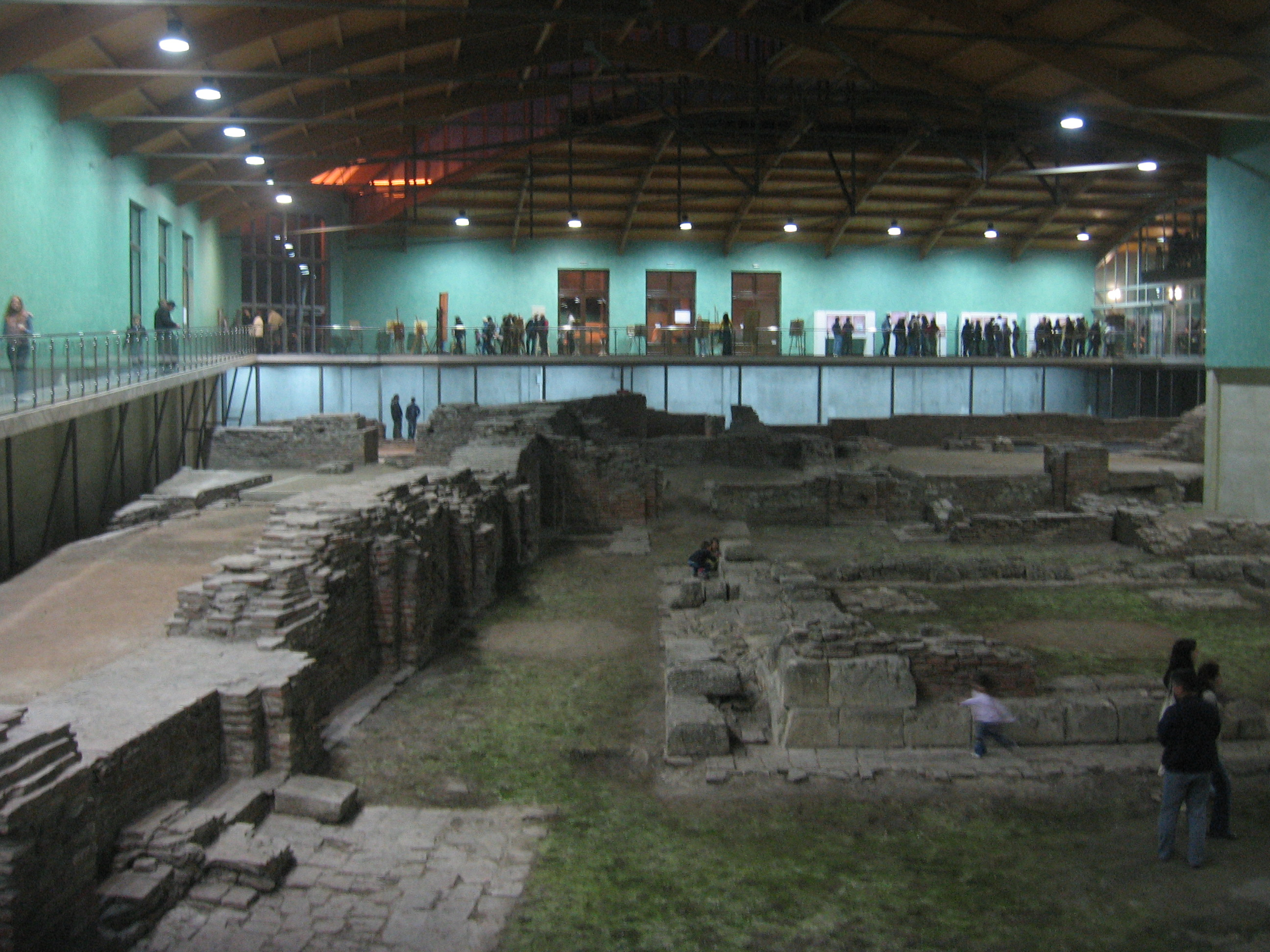
シルミウムの遺跡

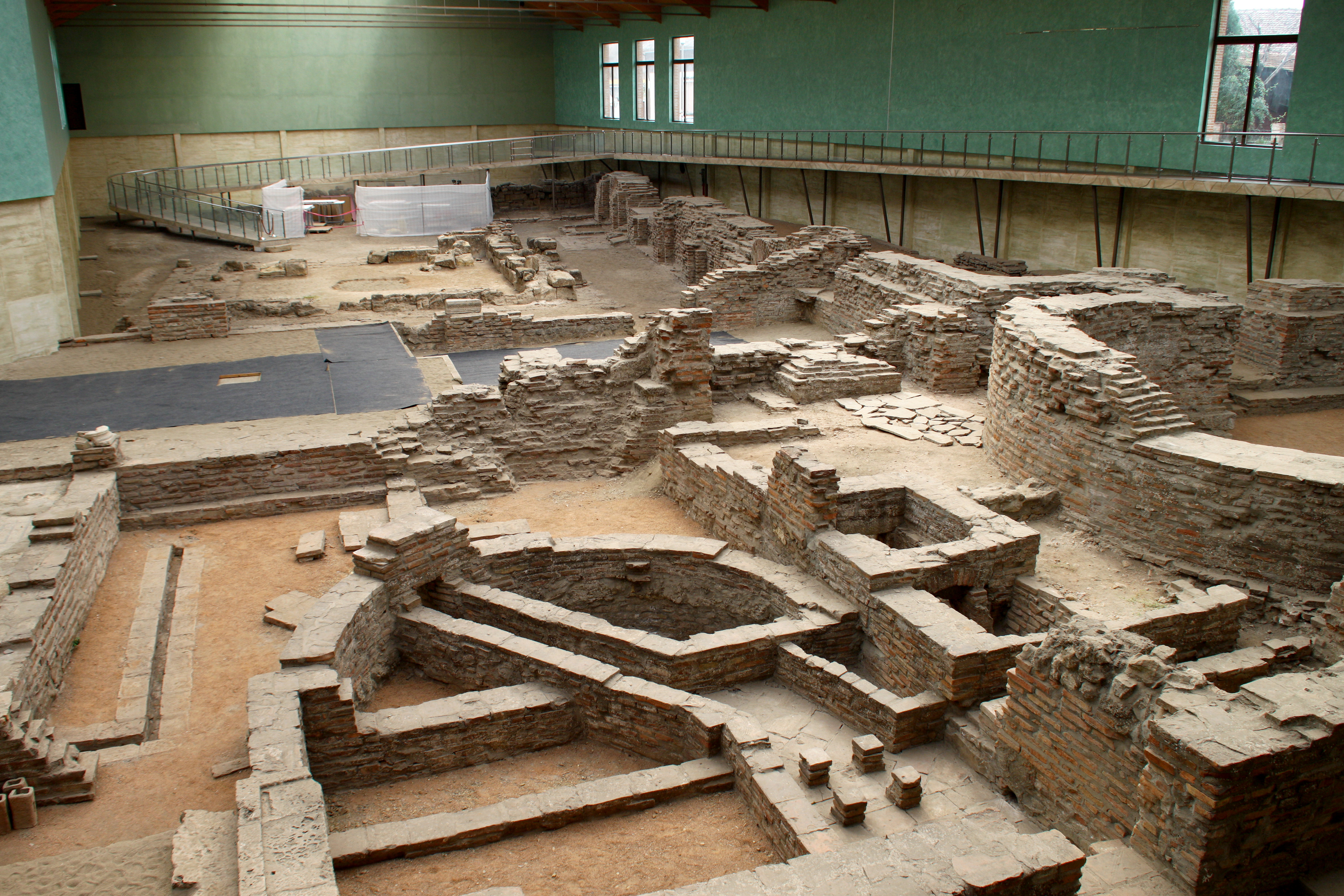
宮殿の遺跡

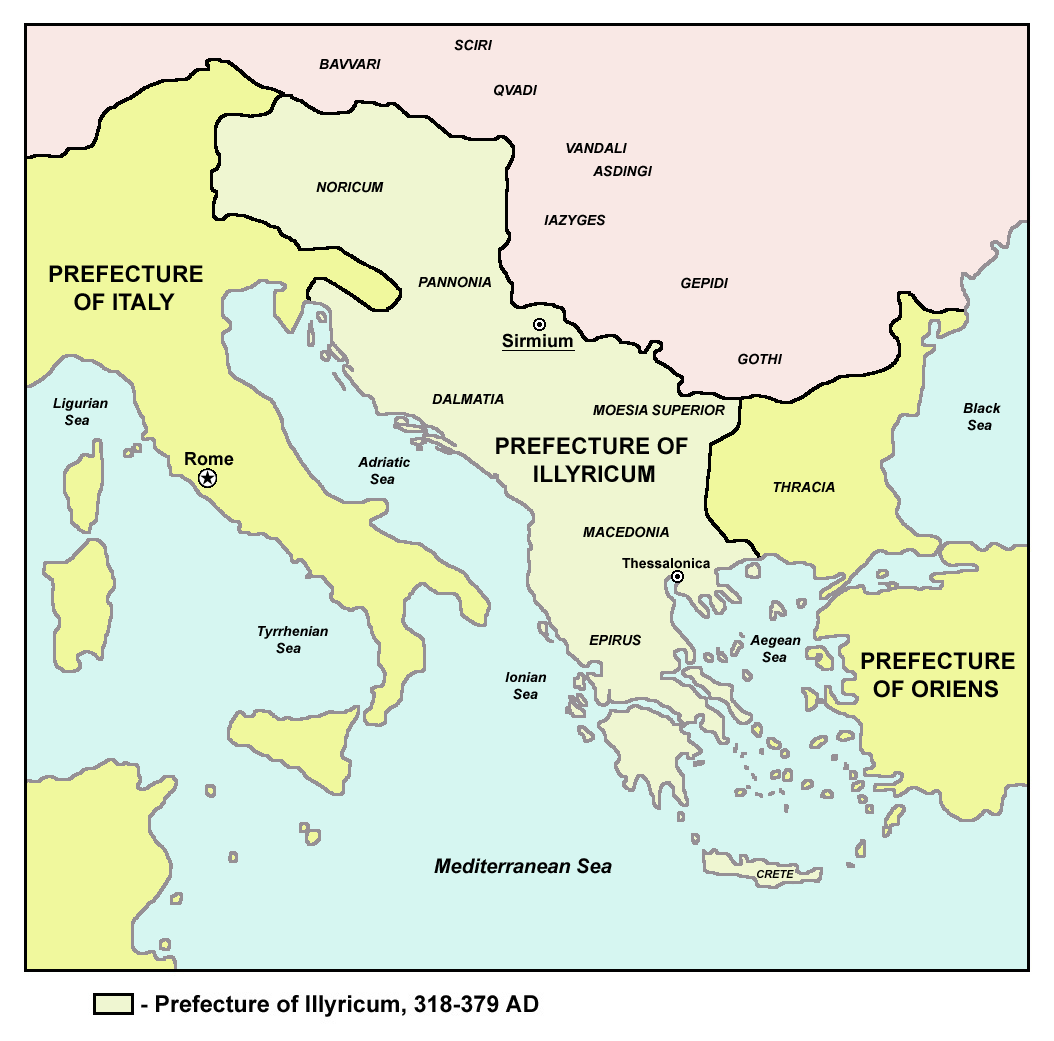
シルミウムの位置

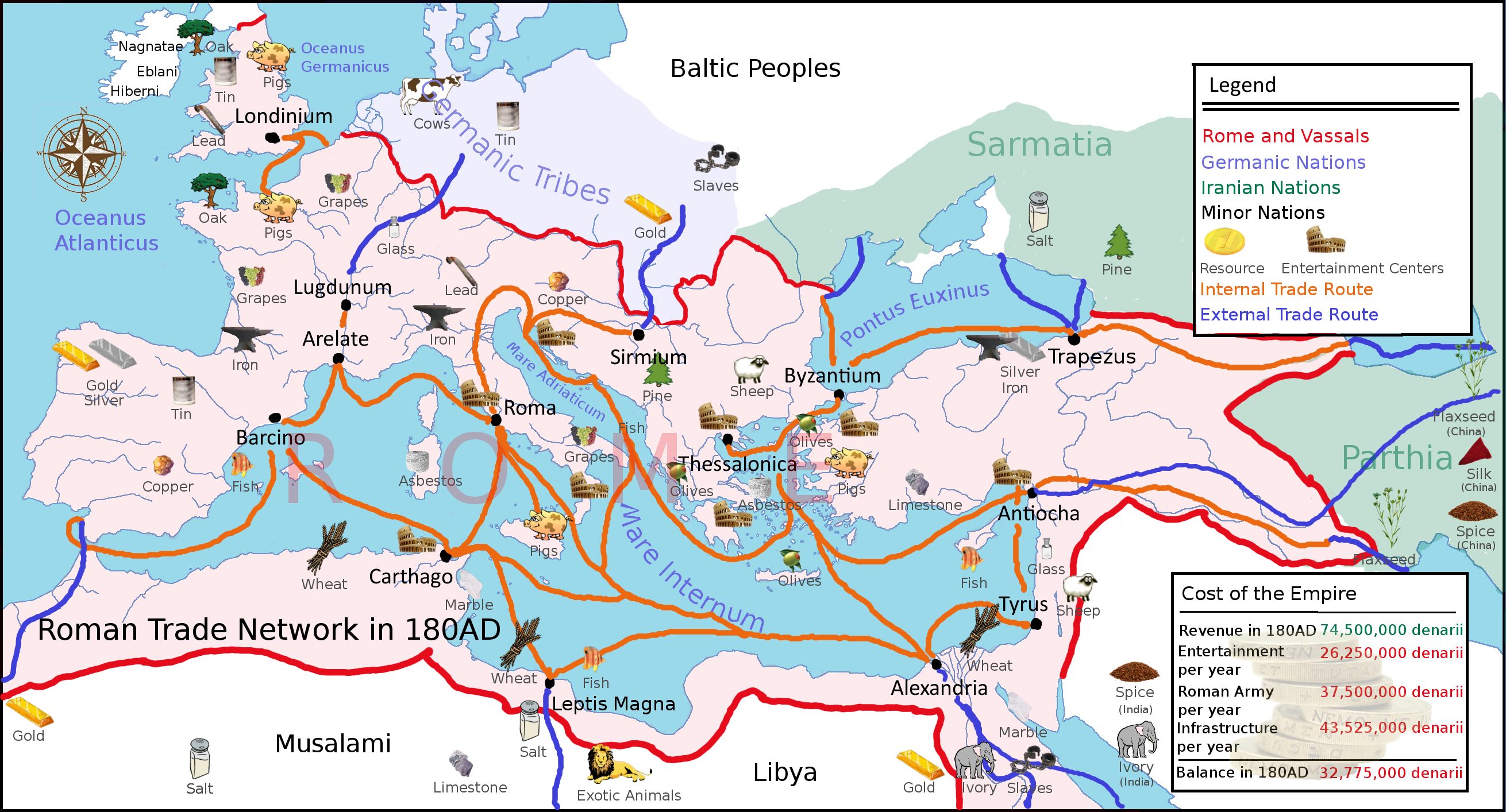
西暦180年ごろのローマにおける主要貿易路とシルミウムの位置

シルミウム（羅: Sirmium）は、ローマ帝国パンノニア地方にあった古代都市である。現在のセルビア共和国西部、スレム郡の郡都スレムスカ・ミトロヴィツァに当たる。
紀元前1世紀にイリュリア人の街をローマ人が征服したものを起源とするが、後に発展し、パンノニア属州の経済的中心地となり、さらに古代末期にはローマ帝国の四つの地域のうち一つの地域の首都となった。
紀元後1世紀にローマ植民市に昇格し、103年にパンノニアが上パンノニアと下パンノニアに分割されると、下パンノニアの首都となった。296年、ディオクレティアヌス帝がパンノニアの再編成を行い、旧来の2属州を4属州に改めるに伴い、パンノニア・セクンダの首都となった。
293年のテトラルキア開始にともない、帝国の行政区画が4つに分割されると、アウグスタ・トレヴェロールム（トリーア）、メディオラヌム（ミラノ）、ニコメディア（イズミット）と並び、シルミウムは4つの地域のうち一つの地域の首都となった。テトラルキアの間、シルミウムはガレリウスの首都であった。また、318年から379年まで、イリュリクム地域の首都となった。379年に、イリュリクムは2つに分割され、シルミウムはイタリア地域に帰属させられた。
4世紀以降、シルミウムはキリスト教の活動にとって重要な場所となった。シルミウムには主教座（司教座）がおかれ、5つの教会会議が開催された。またシルミウムには皇帝の宮殿が置かれ、街は繁華を極めた。
4世紀末に、シルミウムはゴート族にいったん占領され、そののちふたたび東ローマ帝国に帰した。441年に、フン族に占領され、そのあといくつかの蛮族によって支配された。567年、再度東ローマ帝国に編入されたが、582年アヴァール人に占拠され、破壊された。

## シルミウム出身のローマ皇帝
シルミウム生まれのローマ皇帝は6名いる。
- デキウス（249年 - 251年)
- アウレリアヌス（270年 - 275年）
- プロブス（276年 - 282年）
- マクシミアヌス（285年 - 310年）
- コンスタンティウス2世（337年 - 361年）
- グラティアヌス（367年 - 383年）

テオドシウス1世はシルミウムで戴冠した。260年、皇帝僭称者インゲヌウスとレゲリアヌスもまた、シルミウムで皇帝を自称した。また他の多くのローマ皇帝も、シルミウムに滞在した経験をもっている。